# Pollinie

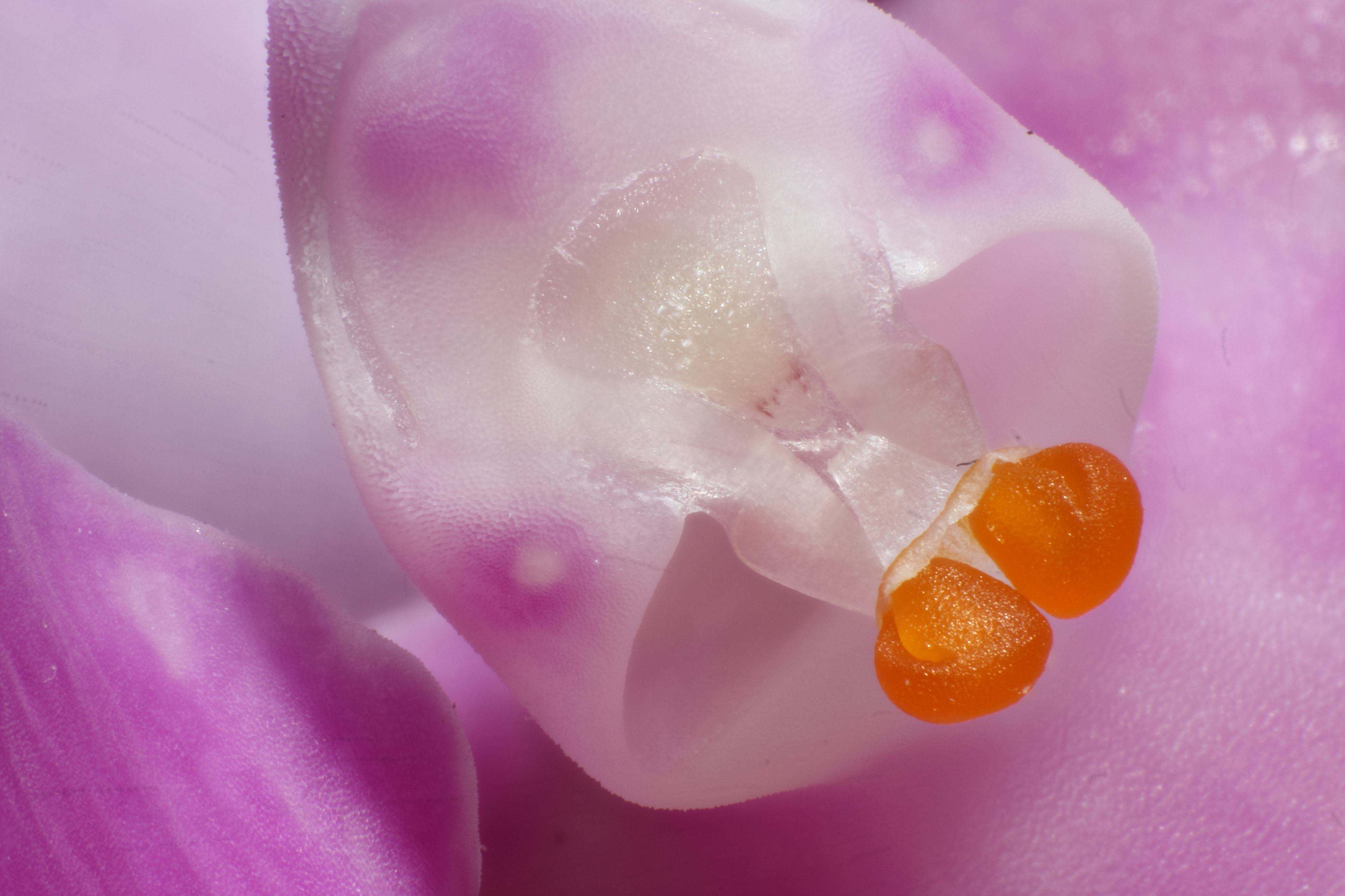
Pollinies d'une orchidée (Phalaenopsis sp.)

Chez les orchidées, la pollinie, nommée parfois masse pollinique, est un petit globule ou une espèce de massue contenant le pollen.

## Origine
Le mot pollinie, apparemment attesté pour la première fois au XIXe siècle, définissait alors une sorte de plante à plusieurs pollens, qui croit en Afrique selon le Dictionnaire général de la langue française et vocabulaire universel des sciences, des arts et des métiers... de François Raymond, édité par Aimé André le 31 décembre 1832.

## Structure
Un caudicule relie cette masse pollinique (dite pollinie) à un disque adhésif : le rétinacle (nommé « viscidium » en anglais). Les pollinies courbent leur caudicule flexible afin de toucher la surface stigmatique réceptive du pistil,
Pollinie, caudicule et rétinacle forment ce que l'on nomme un pollinaire.
En général, les pollinies sont au nombre de deux.
Cette structure se détache facilement du gynostème pour venir se coller sur le dos ou la tête (ou les yeux) de l'insecte pollinisateur au moindre frôlement. Cette astuce, couplée à des stratégies d'imitation dans la forme et la couleur des fleurs, permet à l'orchidée de faire voyager son pollen sur de grandes distances, assurant ainsi la dissémination de ses gènes. On rencontre la pseudo-copulation céphalique ou abdominale (l'insecte mâle, en croyant s'accoupler avec une femelle, détache et accroche les pollinies avec sa tête ou son abdomen) chez la majorité des Ophrys : le labelle des fleurs imite la morphologie du corps de l'insecte femelle et présente une macule glabre plus ou ciliée.

## Galerie

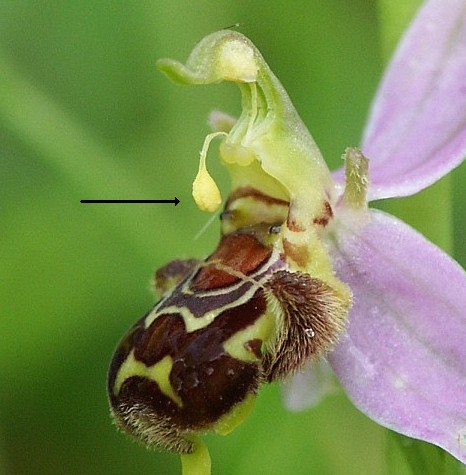
La pollinie (flèche) de Ophrys apifera courbe son long caudicule flexible
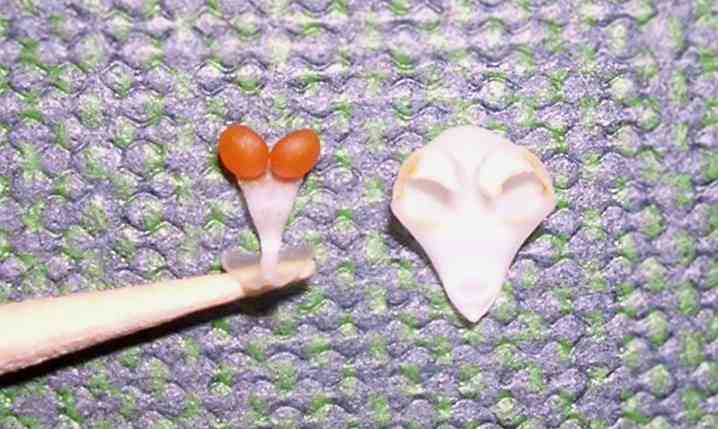
Détail du dispositif de pollinisation d'une Orchidaceae (Phalaenopsis sp.)
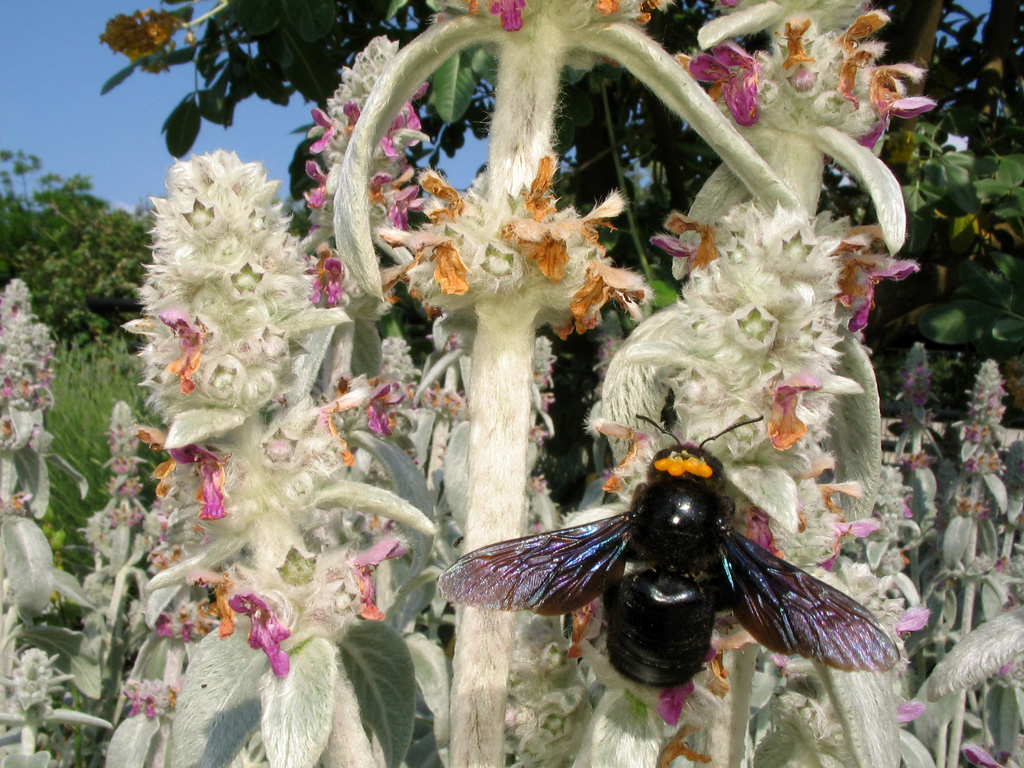
Xylocope violet (Xylocopa violacea) avec quatre pollinies sur la tête (ici butinant une Stachys sp.)